# Evangelische Kirche (Nieder-Moos)

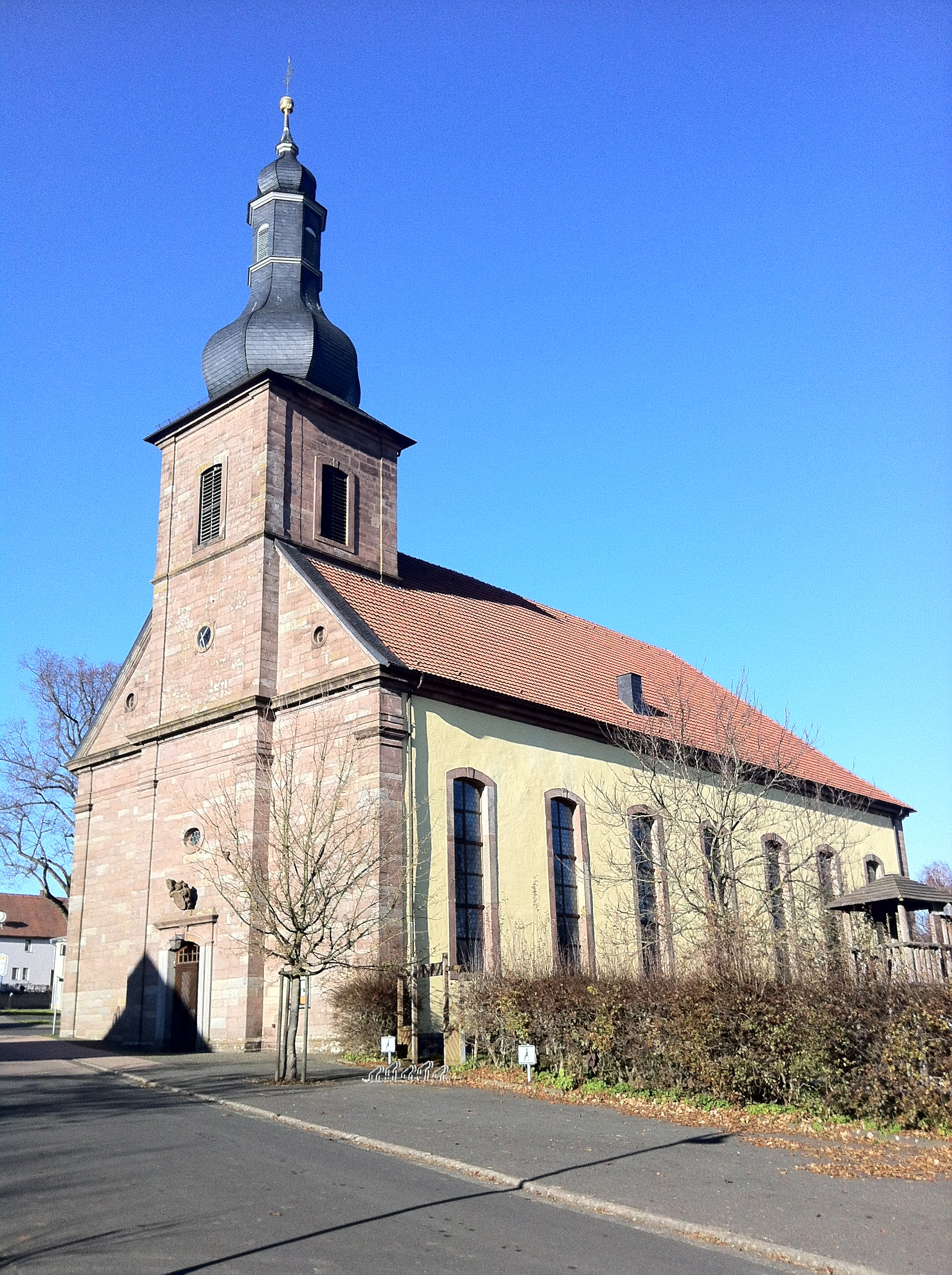
Evangelische Kirche (Nieder-Moos)

Die evangelische Kirche Nieder-Moos ist ein denkmalgeschütztes Kirchengebäude, das im Ortsteil Nieder-Moos der Gemeinde Freiensteinau im Vogelsbergkreis (Hessen) steht. Die Kirchengemeinde gehört zum Dekanat Vogelsberg in der Propstei Oberhessen der Evangelischen Kirche in Hessen und Nassau.

## Beschreibung
Für die zu klein gewordene alte Kirche wurde 1783–1791 eine Hauptkirche nach den Vorgaben des Ortspfarrers und des Baumeisters Franz Engelbert Springer für zehn Dörfer des Kirchspiels gebaut. Das Kirchenpatronat hatten die Riedesel zu Eisenbach inne. Die Querkirche hat drei Portale. Die Fassade zur Straße wurde in Quadermauerwerk errichtet, ebenso der eingestellte Kirchturm, auf dem eine zwiebelförmige Haube sitzt, die von einer Laterne bekrönt wird. Der Innenraum, der Emporen an drei Seiten hat, wurde bis 1809 mit einem Spiegelgewölbe überspannt, das 1884 bemalt wurde. Die Deckenmalerei wurde 1956 wieder entfernt. Der Kanzelaltar von 1787, unter dem sich das Auge der Vorsehung befindet, steht an der südlichen Längswand. Das steinerne Taufbecken von 1605 wurde ursprünglich für die alte Kirche von Stockhausen angefertigt. Die Orgel mit 22 Registern, 2 Manualen und Pedal wurde 1791 von Johann-Markus Oestreich gebaut und 1978 von Förster & Nicolaus restauriert.